# Nils Ericsons sluss

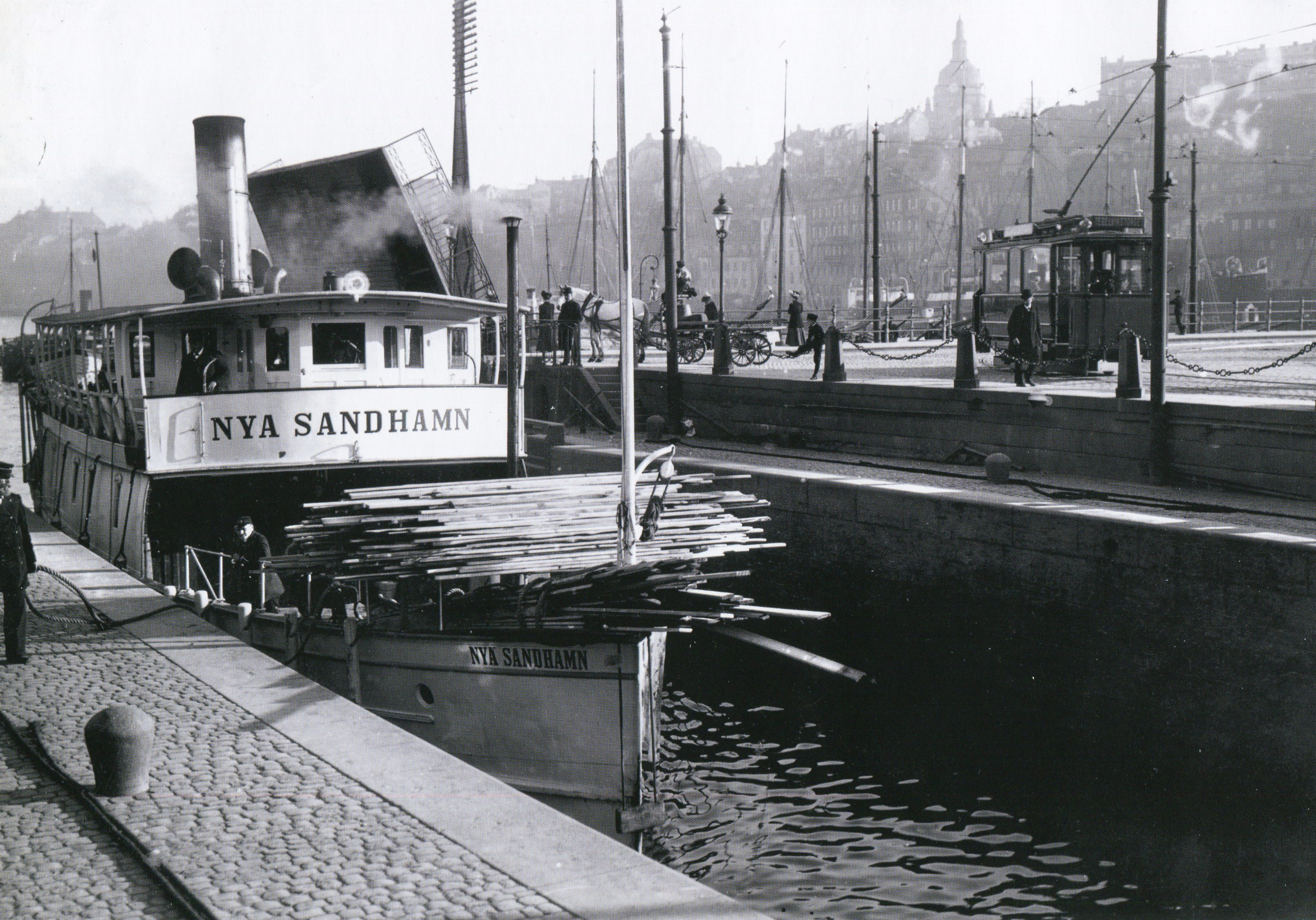
"Nya Sandhamn" i Ericsons sluss 1900.

Nils Ericsons sluss var den tredje slussen i ordningen som anlades på det nuvarande Slussenområdet i Stockholm, konstruerad av Nils Ericson och invigd den 28 november 1850. Slussen föregicks av Christopher Polhems sluss från 1755 och efterträddes av Karl Johansslussen från 1935. Slussrännan efter Ericsons sluss finns kvar än idag och används sedan 1935 som vattenregleringskanal för Mälaren och från 2024 som fiskvandringsled. Landskapsgränsen mellan Uppland och Södermanland går mitt i Nils Ericsons sluss.

## Bakgrund

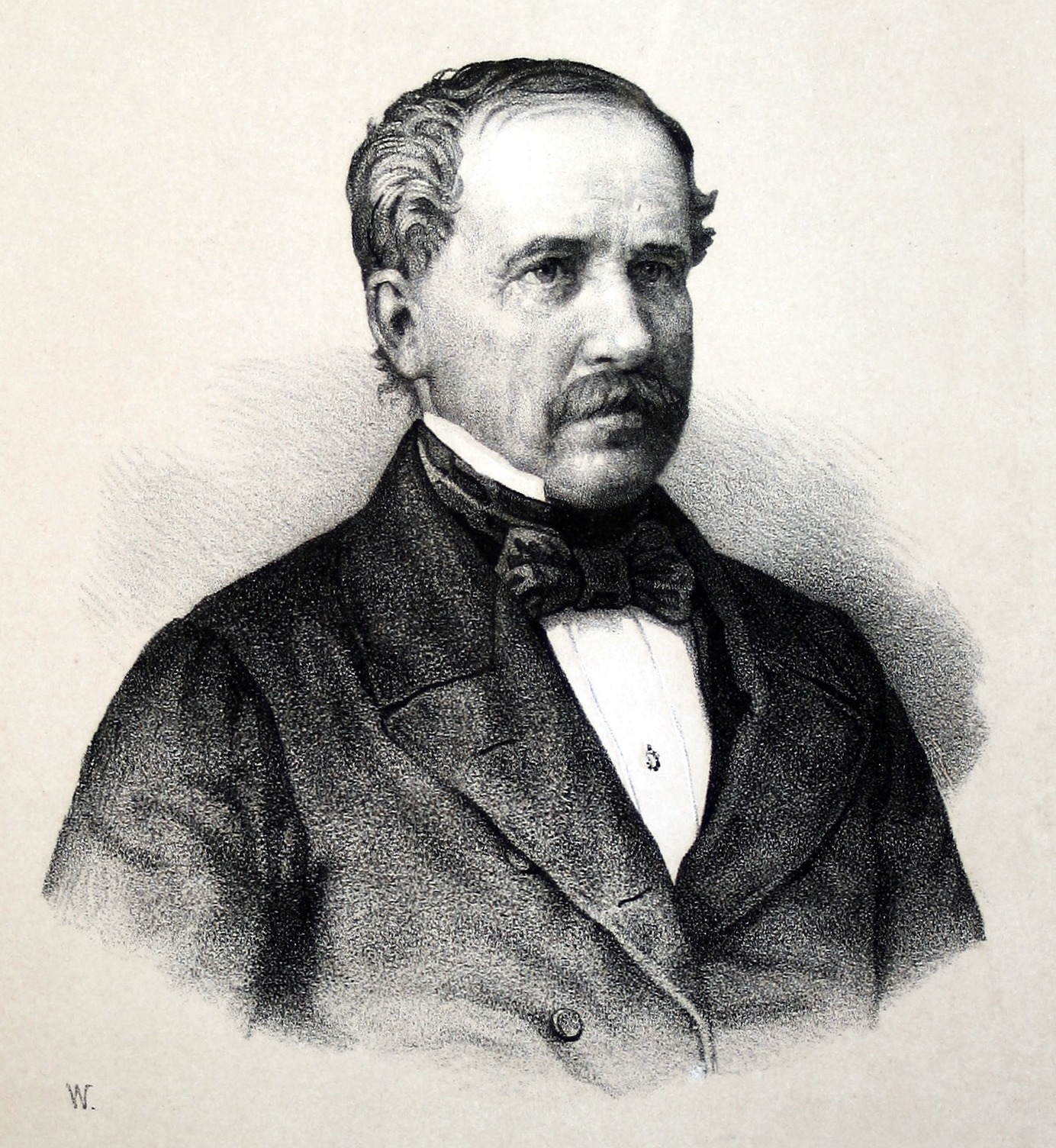
Nils Ericson.

Under 1800-talets första hälft hade  Christopher Polhems sluss från 1755 blivit för liten.  Krav på en större och djupare sluss restes. År 1836 beviljade kung  Karl XIV Johan  medel för en ny slussanläggning under förutsättning att  Stockholms stad skulle stå för lika mycket. Två år senare lade övermekanikus för Göta kanal och ledamot av Kungl. Vetenskapsakademien, överstelöjtnant Gustaf Adolf Lagerheim, fram två alternativ för en ny sluss. Enligt alternativ ett skulle den placeras intill Polhemsslussen, medan alternativ två var betydligt radikalare och förordade en helt ny vattenväg med sluss mellan Mälaren och Östersjön via Årstaviken och Hammarby sjö. Båda förslagen avvisades men det intressanta med alternativ två är att det förverkligades  knappt 100 år senare med Hammarbyleden. Det illustrerar hur förutseende Lagerheim var.
År 1841 utlyste kommittén för börs, bro- och hamnbyggnaderna en tävling för en ny sluss vid Söderström. Men trots att det vinnande förslaget skulle belönas med en prissumma inkom inga bidrag. Två år senare höjdes prissumman till 500 dukater, men fortfarande ville ingen åta sig det komplicerade arbete med en ny slussanläggning i Stockholm.  Ytterligare två år senare erbjöd sig överstelöjtnant vid Flottans mekaniska kår, ingenjör Nils Ericson, att ta fram ett förslag till ny sluss. Hans förslag gick ut på att anlägga den nya slussen norr om den gamla i den så kallade Kvarnströmmen. För sin insats krävde han både prissumman på 500 dukater och en ersättning om 2 000 riksdaler,  totalt blev det  ungefär 630 000 kronor i dagens penningvärde.

## Slussbygget

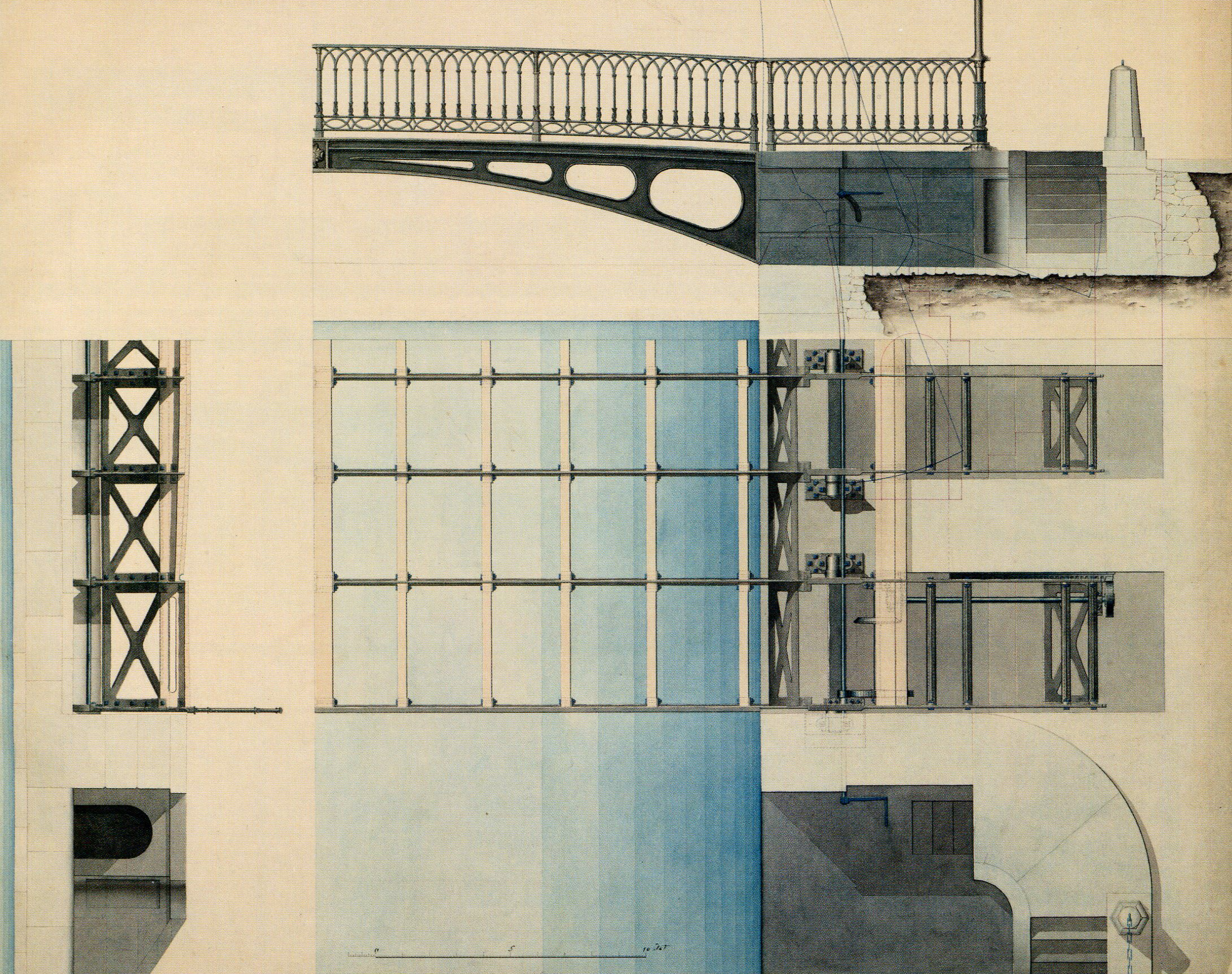
Ericsons ritning för klaffbron.

Den 16 oktober 1845 godtogs Nils Ericsons slussförslag och i oktober 1846 började arbetena vid och i Kvarnströmmen. Ericson utsågs även som högste chef för projektet. I motsats till tidigare slussbyggen kunde fartygs- och båttrafiken mellan Mälaren och Saltsjön fortsätta, eftersom den gamla Polhemsslussen under hela byggtiden fanns kvar.
Samtliga byggnader vid Kvarnströmmen som kvarnarna, en grönsaksbasar vid Gröna gången, slakthusen, fiskhusen och hela fiskehamnen revs. Därefter började man schaktarbetena i själva Kvarnströmmen. Även Ericson använde sig av en träkassun som tillverkades på Galärvarvet på Södra Djurgården. År 1848 bogserades den till Kvarnströmmen och sänktes ner där samt kläddes med sten. Måtten blev: 45 meter lång, men 9,5 meter bred och 3,6 meter djup. Slussportarna gick snabbare att öppna och stänga än de gamla och över slussbassängens båda ändar byggdes moderna klaffbroar med två klaffar vardera. Ericson konstruerade klaffarna med infällda motvikter som balans. Broklaffarna hade utväxlingar och kunde vevas upp manuellt. Brobalkarna var smidda i välljärn.
Den 28 november 1850 invigdes anläggningen av kung Oscar I med familj. I samband med invigningen blev Nils Ericson utsedd till kommendör i Vasaorden. För att hedra sin far Karl XIV Johan, som ursprungligen initierade slussbygget avtäcktes den 4 november 1854  Karl XIV Johans staty. Samma år byggdes Fiskarhuset över Polhemsslussens gamla vattenkanal. På en karta från 1855 omnämns för första gången Karl Johans torg för den mellan gamla och nya slussrännan belägna platsen.

## Historiska fotografier

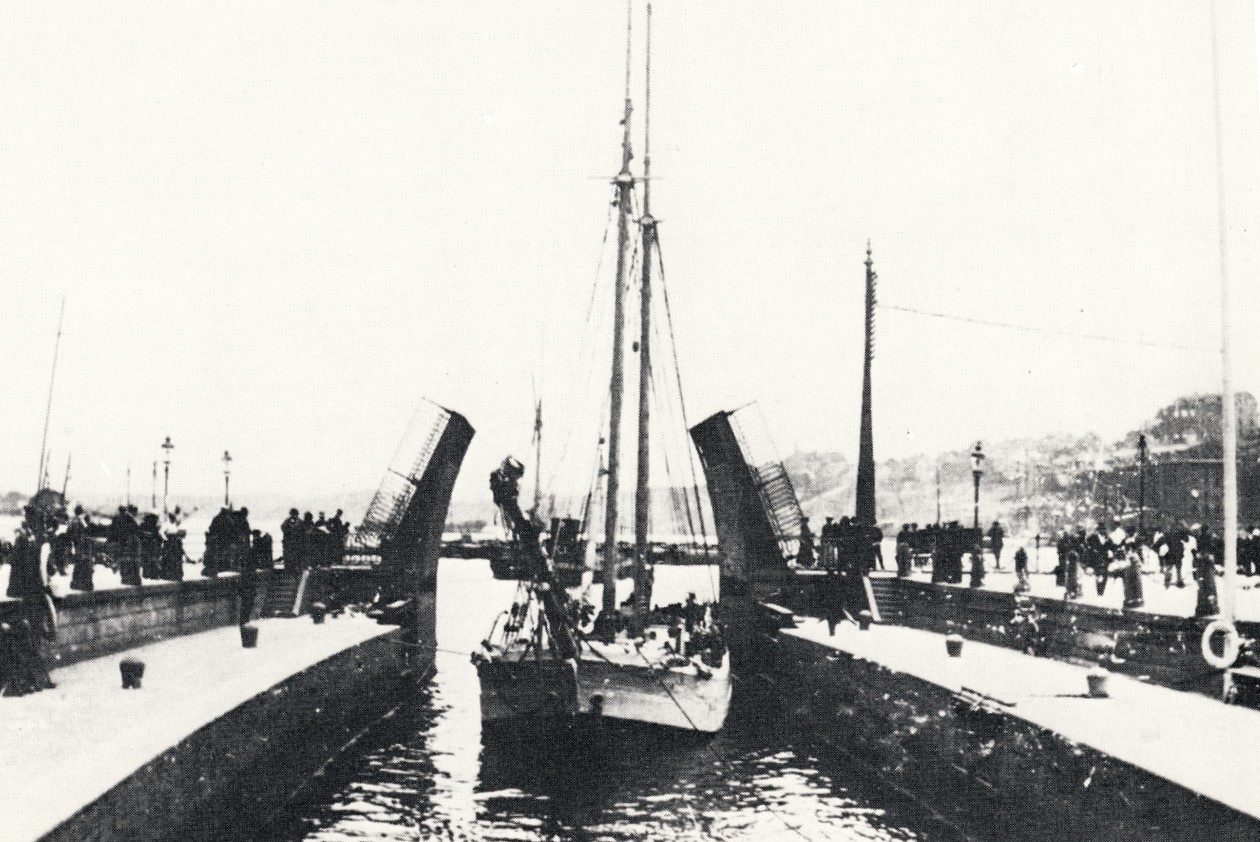
Nils Ericsons sluss på ett fotografi från 1890-talet.
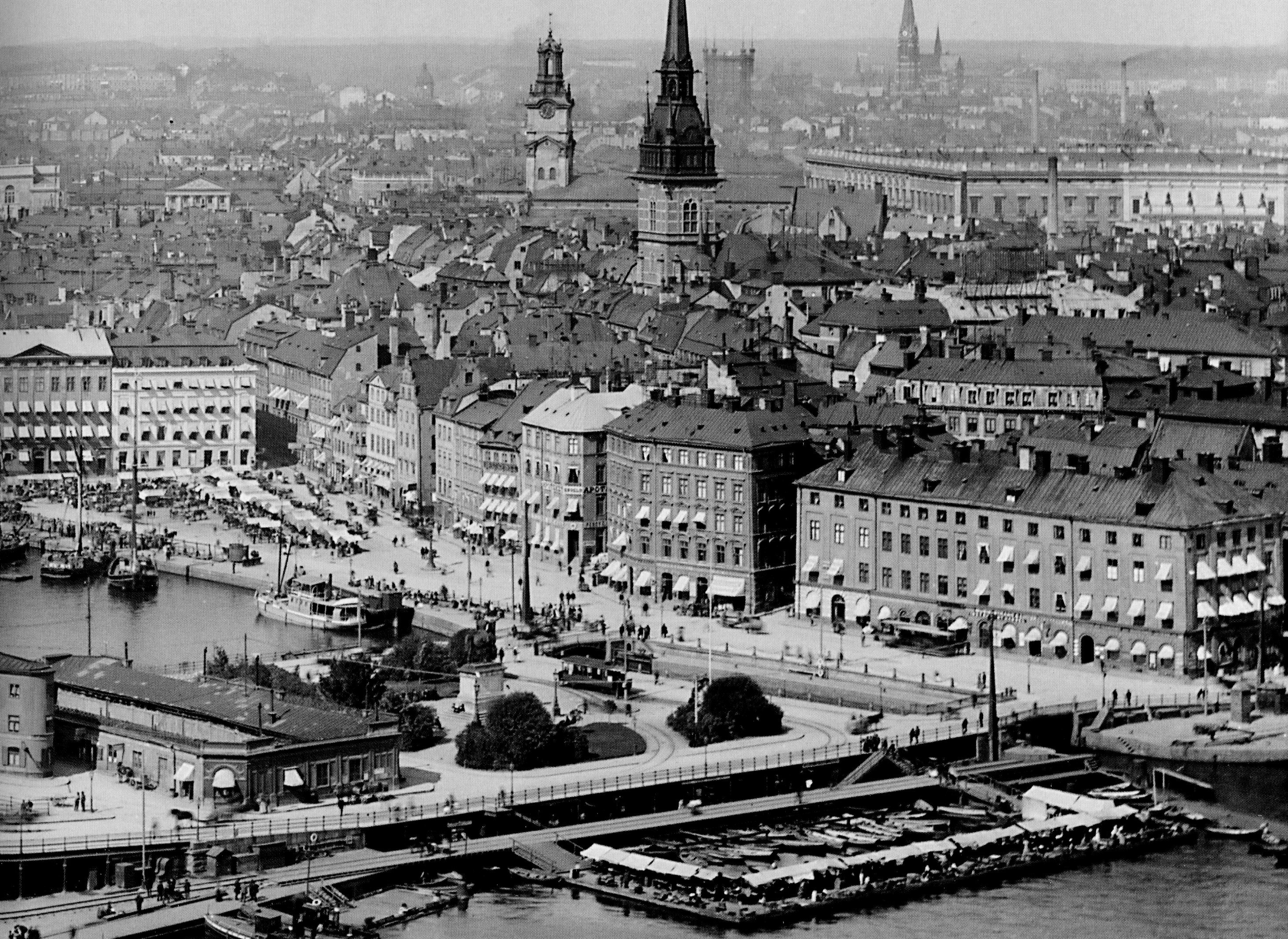
Nils Ericsons sluss och Karl Johans torg 1895.
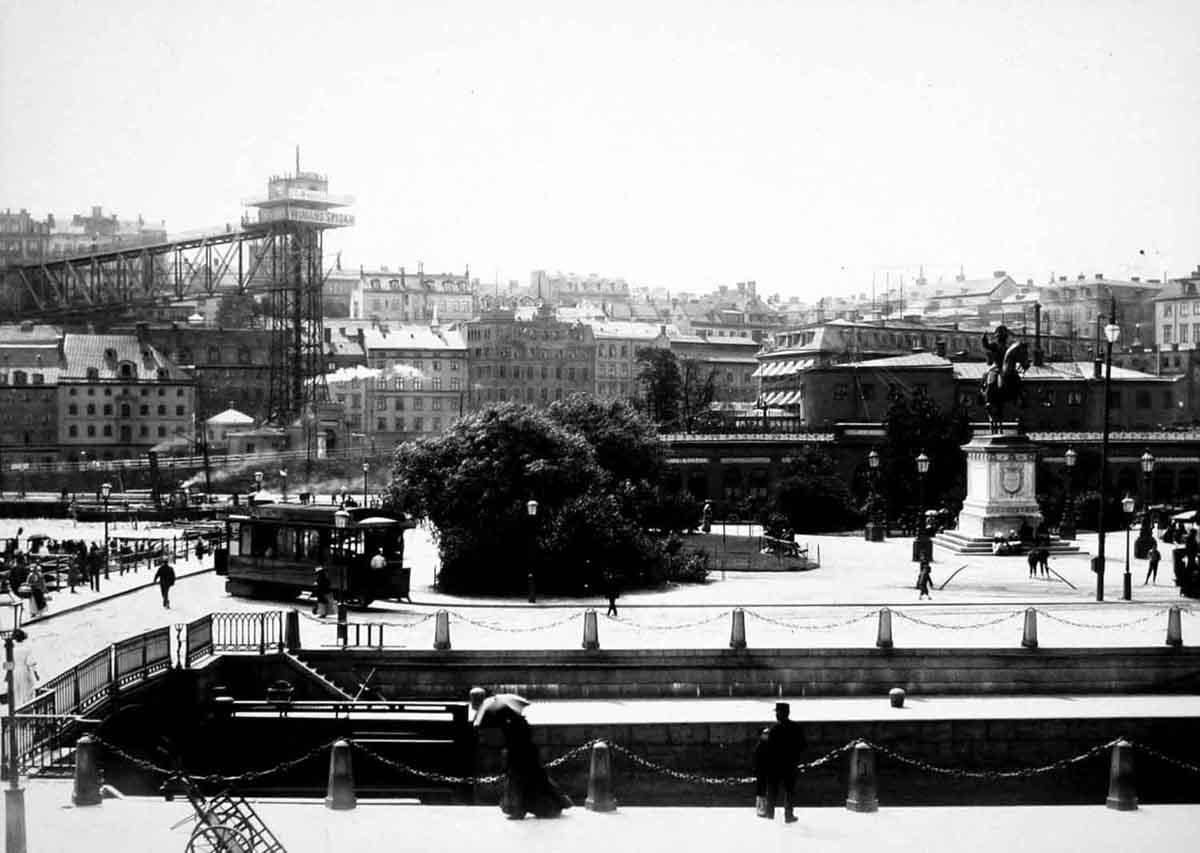
Nils Ericsons sluss på ett fotografi från 1904.
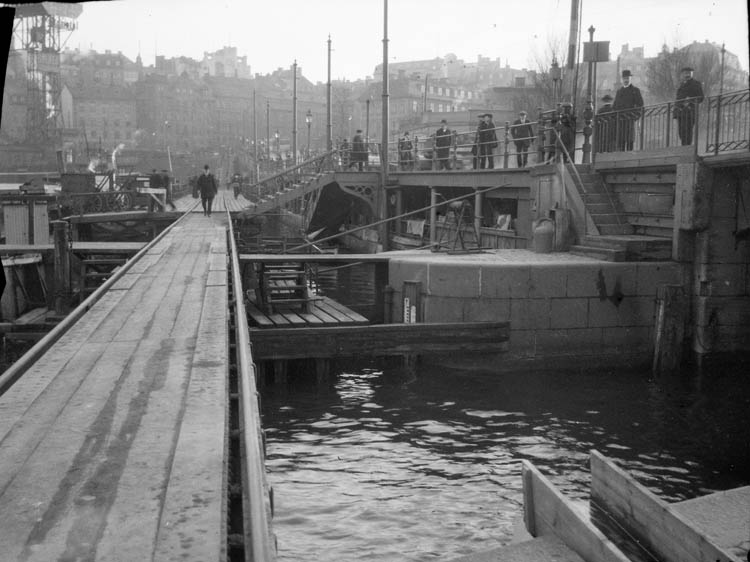
mot söder 1914
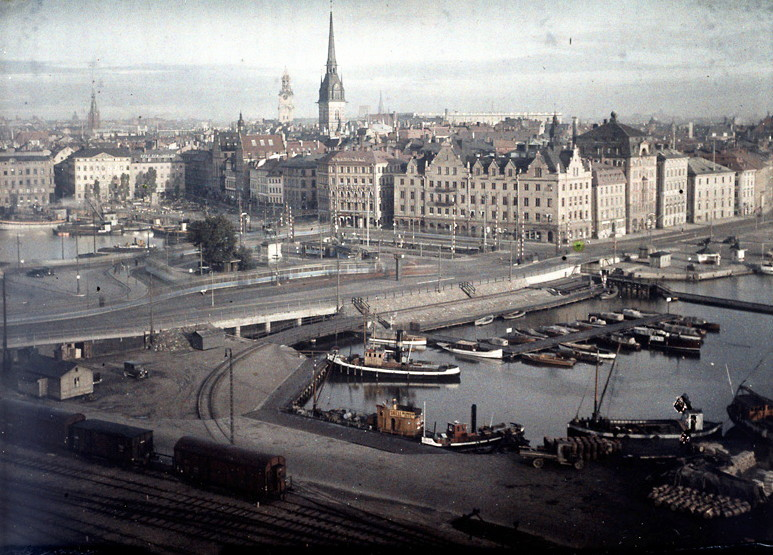
Vy från Katarinahissen 1927.

## Slussenområdet efter 1850

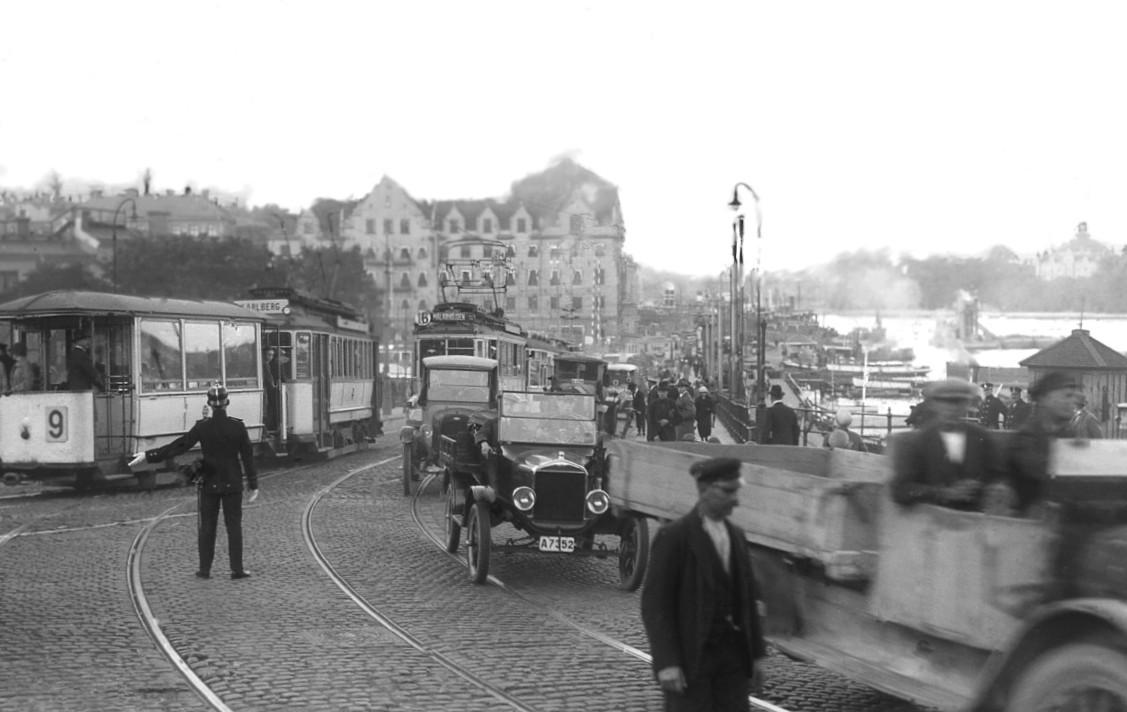
Rusningstrafik på Slussenområdet 1925.

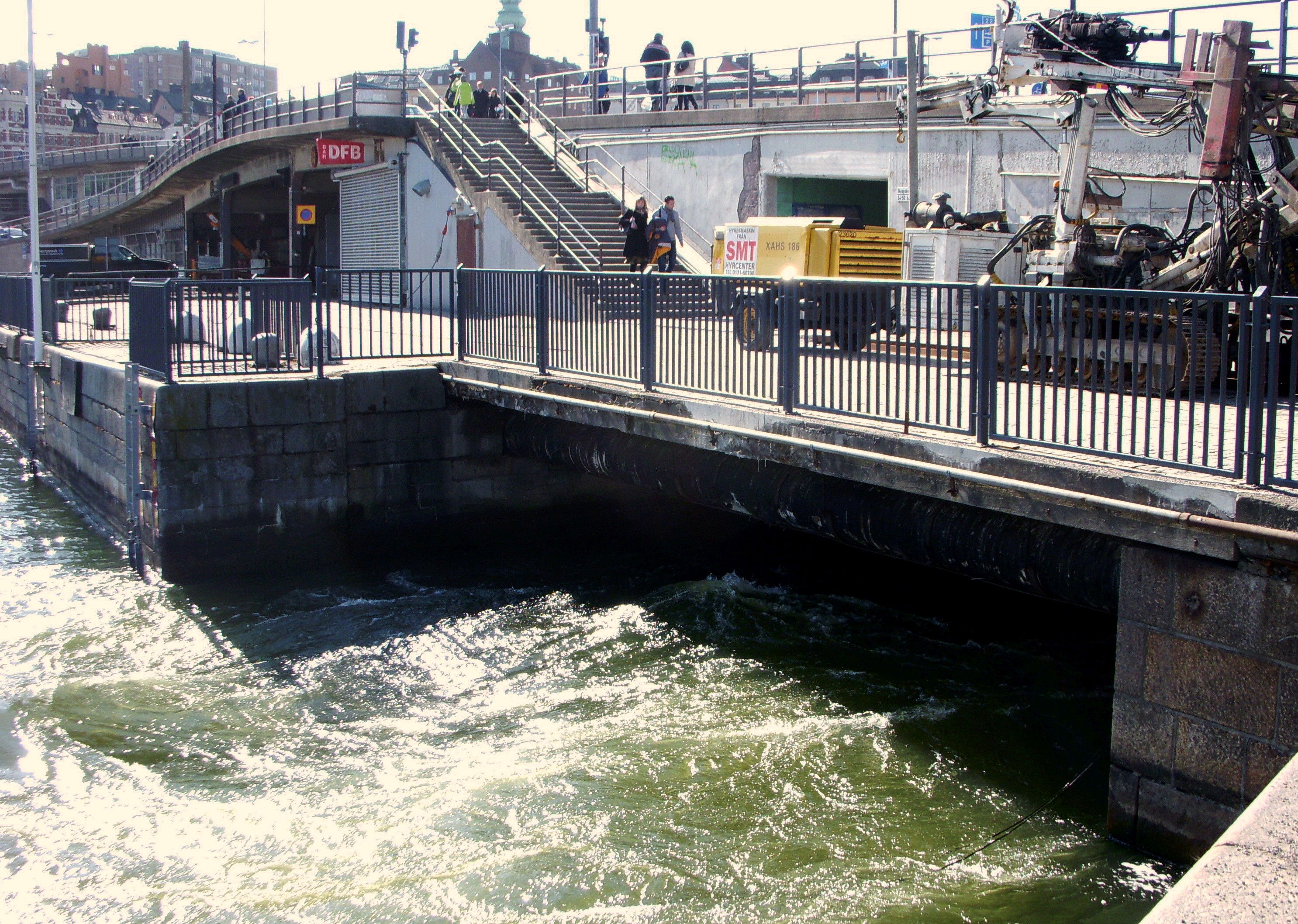
Ericsonslussens avtappningskanal 2010.

Slussenområdet gestaltades strikt symmetriskt med nya Ericsons sluss i norr och gamla Polhemsslussens kanal i syd, den senare kringbyggd av en basar kallad  Fiskarhuset, ritat 1854 av arkitekt Per Axel Nyström. Däremellan anlades, närapå kvadratiskt, Karl Johans torg med den central placerade ryttarstatyn över Karl XIV Johan. Vägtrafiken leddes förbi längs östra och västra sidan på Östra Slussgatan respektive Vestra Slussgatan. Anläggningen begränsades i norr (på Gamla stans sida) av Slussplanen och i syd (på Södermalmssidan) av Nedre Slussgatan. Utanför Karl Johans torgets östra sida låg Fiskarehamnen med torgstånd för fiskhandel.
Den nya slussen fick stor betydelse för sjöfarten i Stockholm. Kring sekelskiftet 1900 passerade cirka 5 000 ångfartyg genom Nils Ericsonslussen. Slussenområdet anpassas under årens lopp till förändrade trafikförhållanden. Till båtar, hästvagnar och gående kom cyklar, spårvagnar, bilar och bussar, men själva slussanläggningen behövde aldrig byggas om. Slussbroarna däremot kunde inte bära spårvagnarna och vagnar på det norra nätet fick vända vid Slussplan medan vagnar på det södra nätet vände vid Karl Johans torg. Resande fick gå mellan de båda platserna vid byten ända fram till 1922 då broarna förstärktes. På 1930-talet hade gamla Polhemsslussen blivit helt överbyggd och fiskbasaren var riven.
Ökande trafik på vatten, på vägarna och på spår i kombination med ständiga broöppningar ledde så småningom till omfattande trafikproblem, som kallades Slusseneländet. I början av 1920-talet slutade man att öppna Ericsonsslussens klaffbroar i rusningstrafik och när Hammarbyleden öppnades 1929 behövde broarna inte längre öppnas så ofta, men trafikproblemen kvarstod och Stockholmarna menade skämtsamt att om man begav sig in i ”Slussenelendet” med en ny och moden bil så kom man ut med en gammal och omodern.
I slutet av 1890-talet diskuterade stadens myndigheter en ny sluss för första gången. Krav ställdes även att en ny sluss skulle ha en segelfri höjd om 5,4 meter så att många broöppningar kunde undvikas och de trafikproblem som dessa medförde. På 1920-talet gjordes en rad utredningar, men det skulle dröja till 1935 innan nuvarande anläggning, Karl Johansslussen, stod färdig. Då invigdes även trafikplatsen Slussen. I samband med bygget av Karl Johansslussen däckades Nils Ericsons sluss över och användes sedan som regleringsränna för Mälarens vatten. Polhemsslussens bassäng fylldes igen med sten.

## Fiskvandringsled
I samband med omgörningen av Slussen så invigdes i juli 2024 en fiskvandringsled i det som utgjort slussen.

## Historiska kartor

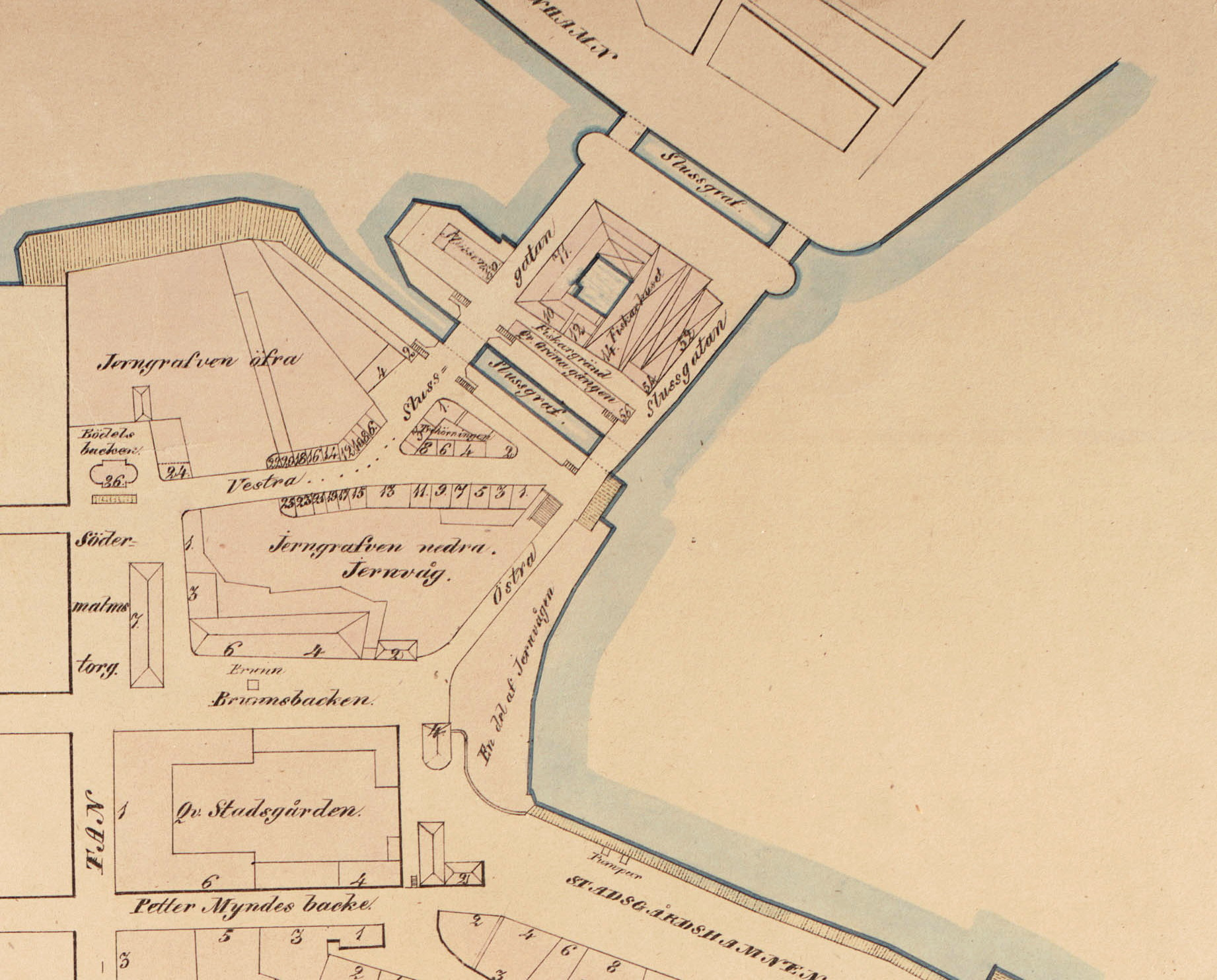
Slussenområdet 1849
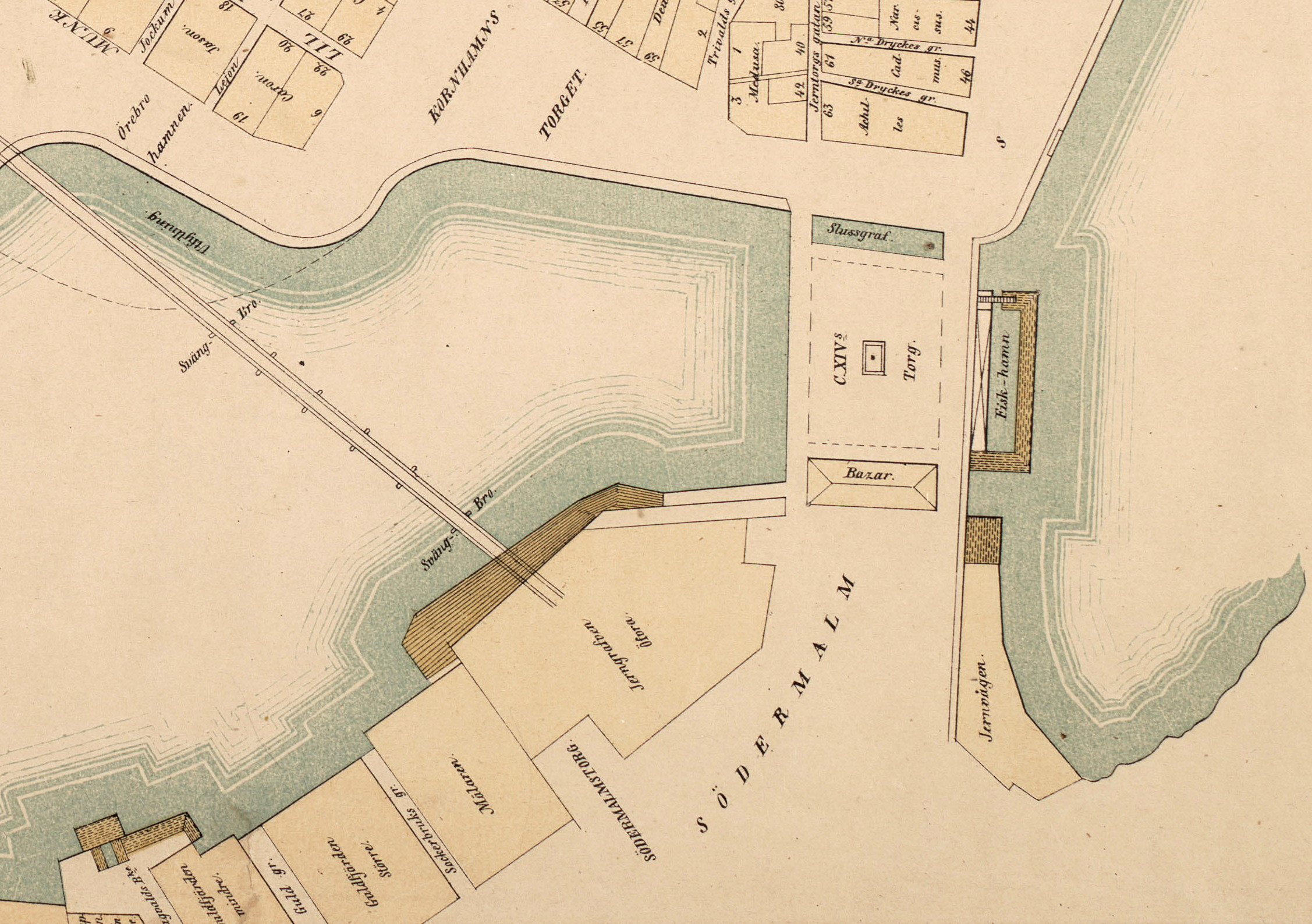
Slussenområdet på 1860-talet
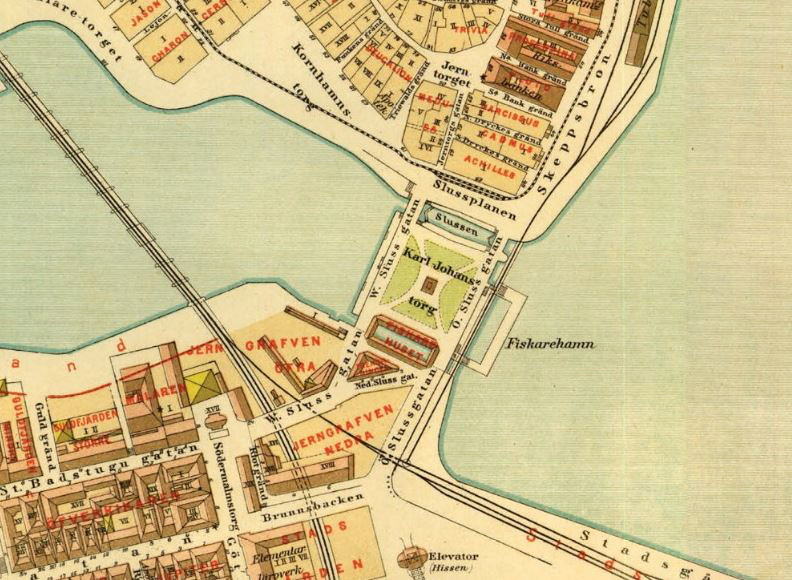
Slussenområdet 1885
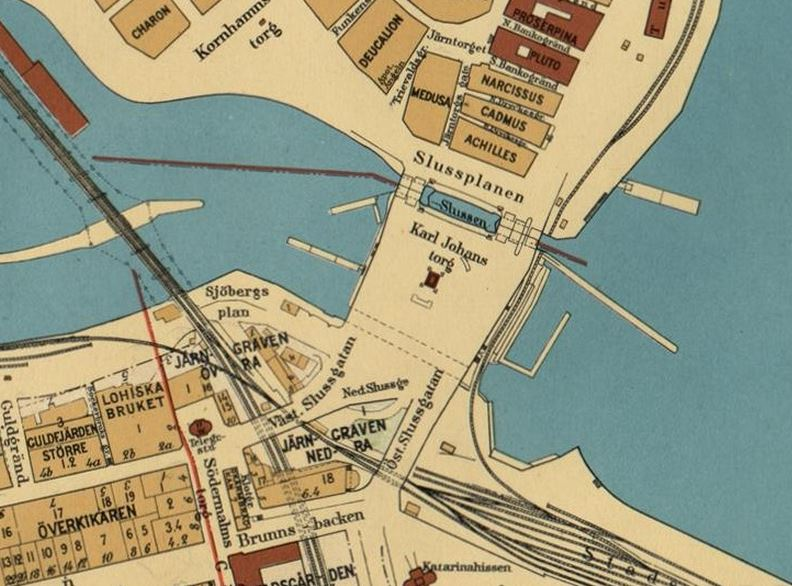
Slussenområdet 1930